# Kongenitale Muskeldystrophie 1C
Die kongenitale Muskeldystrophie 1C (MDC1C) ist eine Muskelerkrankung aus der Gruppe der kongenitalen Muskeldystrophien. Synonym werden auch die Bezeichnungen kongenitale Muskeldystrophie mit Muskelhypertrophie und kongenitale Muskeldystrophie-Dystroglykanopathie Typ B5 (MDDGB5) verwendet. Die Erkrankung wird autosomal-rezessiv vererbt und gehört zur Gruppe der Dystroglykanopathien.

## Ursache
Die MDC1C wird durch Mutationen im FKRP-Gen verursacht.

## Klinische Erscheinungen
Die Erkrankung beginnt in den ersten Lebensmonaten Muskelschwäche und Muskelhypotonie. Die motorische Entwicklung ist deutlich verzögert. Betroffene Kinder können in ihrem ersten Lebensjahrzehnt maximal sitzen oder einige Schritte mit Hilfe gehen. Im Verlauf der ersten 20 Lebensjahre tritt eine Ateminsuffizienz durch Beteiligung der Atemmuskulatur auf. Auch die Herzmuskulatur ist beteiligt, es entwickelt sich eine dilatative Kardiomyopathie. Darüber hinaus ist eine Muskelhypertrophie der Beinmuskulatur, gelegentlich auch der Zungenmuskulatur typisch. Auch die Gesichtsmuskulatur und Schultermuskulatur ist häufig von Muskeldystrophie und Muskelschwäche betroffen.

## Diagnostik
Patienten mit MDC1C haben eine 20 bis 75fach erhöhte Kreatinkinase-Konzentration im Blutserum. Wie bei anderen kongenitalen Muskeldystrophien ist das Muskelgewebe unspezifisch dystrophisch verändert, so dass eine eindeutige Diagnose mittels Muskelbiopsie und anschließender histologischer Untersuchung nicht möglich ist. Eine Magnetresonanztomographie zeigt bei einigen Patienten Zysten des Kleinhirns und seltener strukturelle Veränderungen des Gehirns. In Einzelfällen wurden eine kortikale und subkortikale Hirnatrophie sowie fokale oder diffuse Veränderungen der weißen Substanz nachgewiesen. Heterotopie, Kleinhirndysplasie und Hypoplasie der Brücke (Pons) wurden bei einem Patienten beschrieben.
Die Diagnose kann mittels molekulargenetischer Diagnostik in Verbindung mit dem klinischen Bild gesichert werden.

## Abgrenzung
Bei der MDC1C handelt es sich um eine allelische Erkrankung. Mutationen im FKRP-Gen können auch zum Phänotyp des Walker-Warburg-Syndrom oder  der Muskel-Auge-Gehirn-Krankheit, beides ebenfalls kongenitale Muskeldystrophien, oder zum Phänotyp der Gliedermuskeldystrophie 2I (LGMD2I, auch Gliedergürtel-Muskeldystrophie-Dystroglykanopathie Typ C5, kurz MDDGC5) führen.
Die durch FKRP-Genmutationen hervorgerufenen Phänotypen des Walker-Warburg-Syndroms und der Muskel-Auge-Gehirn-Krankheit werden im Online-Katalog von Online Mendelian Inheritance in Man seit 2011 zusammengefasst als Kongenitale Muskeldystrophie-Dystroglykanopathie Typ A5, kurz MDDGA5.